# Gabriel Bethlen
Gabriel Betlen, v češtině také známý pod svým jménem z maďarštiny: Bethlen Gábor, dále rumunsky: Gabriel Bethlen, německy: Gabriel Bethlen von Iktár a slovensky: Gabriel Betlen, (1580, Ilia v Rumunsku – 15. listopadu 1629, Alba Iulia v Rumunsku) byl kníže Sedmihradska a jeden z vůdců protihabsburského povstání během třicetileté války. Během svých výbojů dobyl pro protestantskou koalici část území dnešního Maďarska, Slovenska a jeho vojska zasáhla do bojů i na území Koruny české. Během války podepsal několik mírů s císařem, ale prakticky žádný nedodržel.

## Mládí
Bethlen pocházel z vynikající uherské šlechtické rodiny, která odvozovala svůj původ od sestry sv. Štěpána. Byl velmi bystrý a vypočítavý a kráčel stále za jedním vytčeným cílem, od osmanské vlády (někdy známá jako Porta) a císařské vlády k nezávislému uherskému panství. Z této snahy vycházípak jeho nestálá politika a časté rušení daného slova a uzavřených smluv.
Na dějiště vystoupil roku 1600 za takzvané Dlouhé turecké války (1594– 1606) jako odpůrce valašského vévody Michala Chrabrého a nenáviděného císařského vojevůdce italského původu Jiřího Basty. Roku 1604 podporoval horlivě Štěpána Bočkaje u sultána a roku 1606 přispěl velmi platně ke zvolení Gabriela Báthoryho za knížete. Soužití se zhýralým a krutým Báthorym nebylo snadné. Roku 1610 se sedmihradští šlechtici pokusili knížete Báthoryho zavraždit, spiknutí však bylo odhaleno a následovala krutá msta. Mezi šlechtici, podezřelými z účasti na spiknutí, se objevil i Bethlen. Strach z Báthoryho pomsty ho přinutil k útěku do Temešváru. Chytrým vyjednáváním, líčenou oddaností a slibem, že vydá Turkům města Lipu a Jenő, pohnul sultána k tomu, že ho 1. května 1613 prohlásil knížetem sedmihradským a vypravil 80 000 mužů pod velením Iskandera paši k zapuzení Báthoryho. Když byl Báthory na útěku zavražděn vlastními žoldnéři, byl Bethlen od stavů sedmihradských přijat za knížete a obdržel 25. října 1613 z rukou Iskanderových znaky knížecí důstojnosti .

## Knížetem sedmihradským
Postavení jeho jako knížete bylo velmi nesnadné. Na jedné straně se musel stále ohlížet na sultána v Cařihradě, na druhé straně musel odpírat snahám císařského dvora po nabytí všech zemí Uherských a Knížectví sedmihradského. Úlohu svou provedl k velikému prospěchu svého knížectví obratně a dokonale. Poté, co si zjednal pořádek ve vlastní zemi a uspokojil sultána vydáním Aradu, vystoupil Bethlen se vši rozhodností proti císaři Matyášovi, jenž ho nechtěl uznat za knížete, a donutil ho v květnu 1615 a podruhé 31. července 1617 k uznání svobodné volby knížete v Sedmihradech, načež o definitivní smlouvě se mělo jednat o rok později v Nagy Karoly. Bethlen poznal, že povolnost císařského dvora nebyla upřímná. Po uznání Ferdinanda Štýrského za Matyášova nástupce a po zklidnění vzmáhajícího se českého odporu by byl císařský dvůr vystoupil rozhodně proti nepohodlnému sedmihradskému knížeti, a proto chtěl Bethlen takovému útoku předejít a kořistit z nesnadného postavení, do nějž byl císařský dvůr českým povstáním roku 1618 uveden. Začal spolupracovat s nespokojenými českými stavy, sebral silné vojsko, vtrhl do severních Uher a dobyl 5. září 1618 Košice. Na sněmu tam svolaném si trpce stěžoval na habsburský rod (tzv. querelae Hungariae) a zabezpečil si podporu šlechty. Pak vtrhl na západ, opanoval Prešpurk a spojil se s Thurnem k obléhání Vídně.

## Za třicetileté války
Dne 14. října 1618 se sešel v Prešpurku uherský sněm, jenž uzavřel se stavy českými konfederaci proti Ferdinandovi a zanášel se úmyslem zvolit Bethlena za krále uherského. Když se Bethlen přesvědčil o nejistém chování sultána a o vzmáhání Ferdinandovy moci, počínal si opatrně: vyžádal si, aby volba krále byla odložena ke sněmu v Banské Bystrici, a 8. ledna byl zvolen uherským knížetem a později dokonce uzavřel 17. ledna 1620 s Ferdinandem II. příměří v Prešpurku, ustoupil do Vídně a chytře využil získaného času k posílení svých vojsk a k získání přátel. Tak 25. ledna 1620 zavřel smlouvu s českými a rakouskými stavy a působil v Cařihradě proti císaři ve prospěch svůj a stavů protestantských. Na sněmu v Banské Bystrici byl 27. srpna provolán uherským králem (rex electus), ale nedal se korunovat. Ferdinandovi vypověděl příměří, odeslal do Čech některé pomocné oddíly plukovníka Kornise a sám pak vytrhl k českým hranicím. Bitva na Bílé hoře jeho plány překazila.

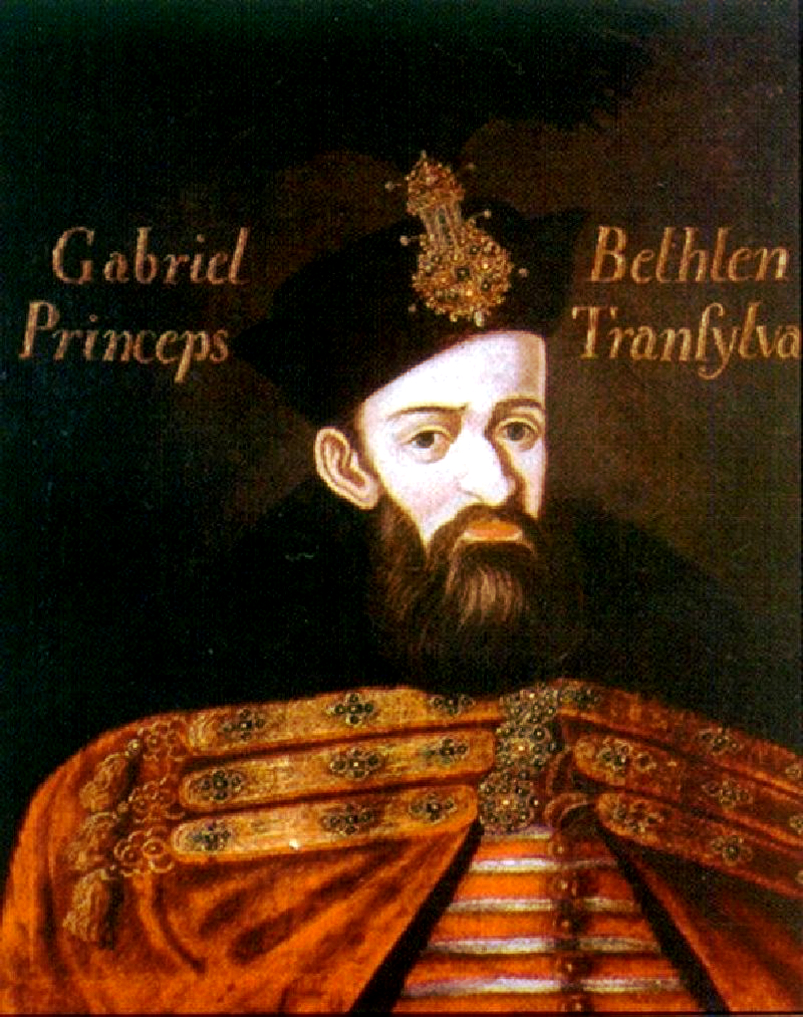
Gabriel Bethlen

Vedl sice ještě po té bitvě s tureckou pomocí drobnou válku na rakouských a štýrských hranicích, spojil se s Janem Jiřím Krnovským, začal spolupracovat s Mansfeldem a pronikl až k Uherskému Brodu na Moravě, ale když byl Jan Jiří Krnovský Valdštejnem poražen a Mansfeldův podnik se nezdařil, uzavřel Bethlen 31. prosince 1621 v Mikulově s Ferdinandem mír, kterým se vzdal královského titulu, vydal královskou korunu, ale přijal 7 žup východouherských a dal se povýšit jako vévoda opolský a ratibořský za říšského knížete. Spojenectví s císařem však nemělo dlouhé trvání. Západní mocnosti pojaly úmysl přenést válku do císařových zemí, a proto Nizozemci vyjednávali s Bethlenem, slibujíce mu peněžitou pomoc.

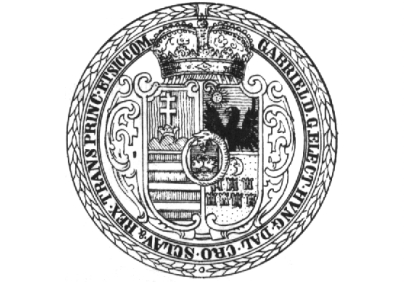
Pečeť Gabriela Betlena

Bethlen pomoc slíbil, ale současně požádal o ruku císařovy dcery Cecilie Renaty a císaři sliboval pomoc. Teprve když byla jeho žádost vyslyšena, vtrhl v čele 80 000 mužů do severních Uher, opanoval je a vpadl dle umluveného plánu na Moravu. Když se Mansfeldův podnik vniknout do Čech nezdařil a Valdštejn dalšímu Bethlenovu postupu zabránil, uzavřel Bethlen 8. května 1624 ve Vídni mír na základě mikulovského ujednání a vzdal se jen Opolska a Ratiboře. Po svém sňatku s Kateřinou Braniborskou přiklonil se k Anglii a Dánsku a uzavřel s nimi poté, co mu byla slíbena pomoc 40 000 zlatých měsíčně, smlouvu a domluvil s Mansfeldem plán o vtrhnutí do císařových zemí ze dvou stran.
Nezdar dánské války a Mansfeldovy výpravy ho znovu přiměly k uzavření k míru v Levoči (28. prosince 1626) za dřívějších podmínek a k učinění slavného slibu, že nikdy víc už nepozdvihne proti císaři svých zbraní. Když Francie vyjednávala s Gustavem Adolfem, pokusila se i Bethlena získat pro tento nový proticísařský spolek. Bethlen ochotně svolil, velmi horlivě zbrojil a vyjednával u sultána, ale uprostřed příprav ho 15. listopadu 1629 stihla smrt ve 49. roce jeho věku. Správu země vedla podle úmluvy učiněné se stavy ještě před Bethlenovou smrtí jeho manželka Kateřina a bratranec Štěpán do roku 1630, kdy byla Kateřina donucena vzdát se vlády a Štěpán byl zvolen knížetem. Ke konci listopadu se však Jiřímu Rakoczymu podařilo zjednat si většinu a Štěpán nato dobrovolně ustoupil.